# My Private Idaho
My Private Idaho (Alternativtitel: Das Ende der Unschuld) ist ein Roadmovie aus dem Jahr 1991. Regie führte Gus Van Sant, die Hauptdarsteller sind Keanu Reeves und River Phoenix. Der Film gilt neben anderen als Auslöser für das New Queer Cinema.

## Handlung
Mike und Scott verdienen sich ihr Geld als Stricher in den Straßen von Seattle bei ihren überwiegend, aber nicht ausschließlich männlichen Kunden. Scott stammt aus einer angesehenen Familie und rebelliert damit gegen seinen Vater, den Bürgermeister der Stadt. Mike dagegen ist ein Straßenkind und hat seine Familie seit Jahren nicht gesehen. Schwierigkeiten bereitet ihm auch seine Narkolepsie. Bei Stress fällt er plötzlich in einen tiefen Schlaf. Seine Träume oder Visionen führen ihn dabei zurück in die Kindheit. Aus diesen, besonders in Gegenwart von Freiern, hilflosen Situationen wird Mike oft durch Scott gerettet. Die beiden jungen Männer verbindet eine innige und intime Freundschaft. Mike ist heimlich in Scott verliebt, diese Liebe wird jedoch nicht erwidert, da Scott nicht homosexuell ist.
Als Mike wieder einmal einen seiner Schlafanfälle erleidet, sorgt Scott dafür, dass sie mit Hans – einem exzentrischen, aus Deutschland stammenden Freier – nach Portland mitfahren. Als Vaterersatz für beide fungiert der sogenannte „König der Aussätzigen“ namens Bob. Scott gerät zusehends in einen Konflikt mit Bob, da er diesem gesteht, sich nach seinem in Kürze bevorstehenden 21. Geburtstag – an dem er das Geld seines Vaters erben wird – verändern und nicht mehr der Prostitution nachgehen zu wollen. Nach dem Streit mit Bob und einer Polizeirazzia beschließen Mike und Scott, nach Idaho zu reisen, in der Hoffnung, dort Mikes Mutter zu finden. Mit einem gestohlenen Motorrad besuchen sie Mikes älteren Bruder Richard in seinem Wohnwagen, der ihnen eine Lügengeschichte über Mikes angeblichen Vater erzählt – Mike entgegnet ihm, dass er bereits wisse, dass Richard auch zugleich sein Vater sei. Richard gibt ihnen die letzte bekannte Adresse der Mutter, die zuletzt als Zimmermädchen in einem Idahoer Hotel gearbeitet haben soll.
Im Hotel erfahren sie allerdings vom Rezeptionisten, dass Mikes Mutter mittlerweile in Italien leben soll. Der Deutsche Hans ist zufällig ebenfalls im Hotel eingecheckt, sie prostituieren sich bei diesem und verkaufen ihm das Motorrad – so finanzieren sie den Flug nach Rom. An der angegebenen Adresse in der italienischen Provinz erfahren sie von Carmella, der jungen Bäuerin, dass Mikes Mutter schon wieder in die Vereinigten Staaten zurückgekehrt ist. Die beiden jungen Männer verbringen einige Zeit in Italien, bis Scott sich in Carmella verliebt. Der inzwischen 21 Jahre gewordene Scott hat sein Vermögen geerbt und wendet sich von Mike ab, der enttäuscht wieder zurück in die USA reist. 
Einige Zeit später sehen die Obdachlosen von Portland Scott wieder: in einem schicken Restaurant in Begleitung Carmellas und seiner Familie. Bob versucht mit ihm zu sprechen, wird aber von Scott in die Schranken gewiesen – noch in derselben Nacht stirbt Bob an gebrochenem Herzen. Während Scott an der kirchlichen, ganz in Schwarz gestalteten Beerdigung für seinen leiblichen Vater, den Bürgermeister, teilnimmt, sieht er von weitem, wie Mike und seine anderen alten Freunde eine rowdyhafte, bunte Beerdigung für seinen Ziehvater Bob durchführen.
In der Schlussszene sieht man Mike wie bereits am Filmanfang verlassen auf einer Straße in Idaho stehen. Wegen seiner Narkolepsie schläft er auf der Straße ein. Zwei Männer in einem vorbeifahrenden Auto klauen dem Bewusstlosen seine Tasche und seine Schuhe, kurz darauf hält ein weiteres Auto an, dessen Fahrer Mike in seinen Wagen zieht und mitnimmt.

## Produktion

### Drehbuch und Vorproduktion
Van Sant hatte bereits in den 1970er-Jahren an einem Drehbuch über männliche und homosexuelle Prostitution gearbeitet, las dann allerdings John Rechys Roman City of Night – dieser Roman beeindruckte Van Sant tief und beeinflusste später auch My Private Idaho. Er ließ seine Idee allerdings zunächst ruhen, da er in Rechys Roman das Thema besser bearbeitet als in seinem Drehbuch sah. Martin Bells oscarnominierter Dokumentarfilm Streetwise – Straßenkinder (1984) über obdachlose und sich prostituierende Jugendliche sowie eine Begegnung mit dem Seattler Straßenjungen Michael Parker beeinflussten Van Sant Ende der 1980er-Jahre, weiter an dem abgebrochenen Filmprojekt zu arbeiten. Parker war auch die Inspiration für die Figur des Mike Waters und erhielt im Film die Nebenrolle des Prostituierten Digger.
Neben dem Drehbuch über Straßenjungen hatte Van Sant auch die Idee, eine moderne Adaption von Shakespeares Historiendramen Heinrich IV., Teil 1, Heinrich IV., Teil 2 und Heinrich V. zu machen. Schließlich kam er beim Ansehen von Orson Welles’ Film Falstaff (1965) auf die Idee, beide Geschichten miteinander zu verknüpfen, da er in den Shakespeare-Stücken sehr viel Vergleichbares zum Leben der Straßenjungen fand. Im Film erinnert Scott Favor stark an den jungen Heinrich V., von Shakespeare Prince Hal genannt: In seiner Jugend gibt er sich mit Kriminellen und Obdachlosen ab, lässt diese jedoch mit der Übernahme seiner standesgemäßen Verantwortung enttäuscht zurück. Die Figur des beleibten, lebenslustigen Obdachlosen-Anführers Bob erinnert an Falstaff, den von Prinz Hal erst geschätzten und später verleugneten Freund. Auch der stilistische Einfluss von Welles’ Falstaff auf My Private Idaho ist deutlich erkennbar.
Nachdem Van Sant im Jahr 1989 mit dem Film Drugstore Cowboy, der drogenabhängige junge Menschen zeigte, seinen Durchbruch hatte, signalisierten mehrere Filmstudios Interesse an einer Zusammenarbeit und machten ihm lukrative Angebote. Als er jedoch mit der Idee von My Private Idaho vorsprach, erschien das Thema den Hollywood-Studios als zu riskant. Mithilfe des Produzenten Cam Galano von New Line Cinema erhielt er schließlich 2,6 Millionen US-Dollar als Budget zur Verfügung.

### Besetzung

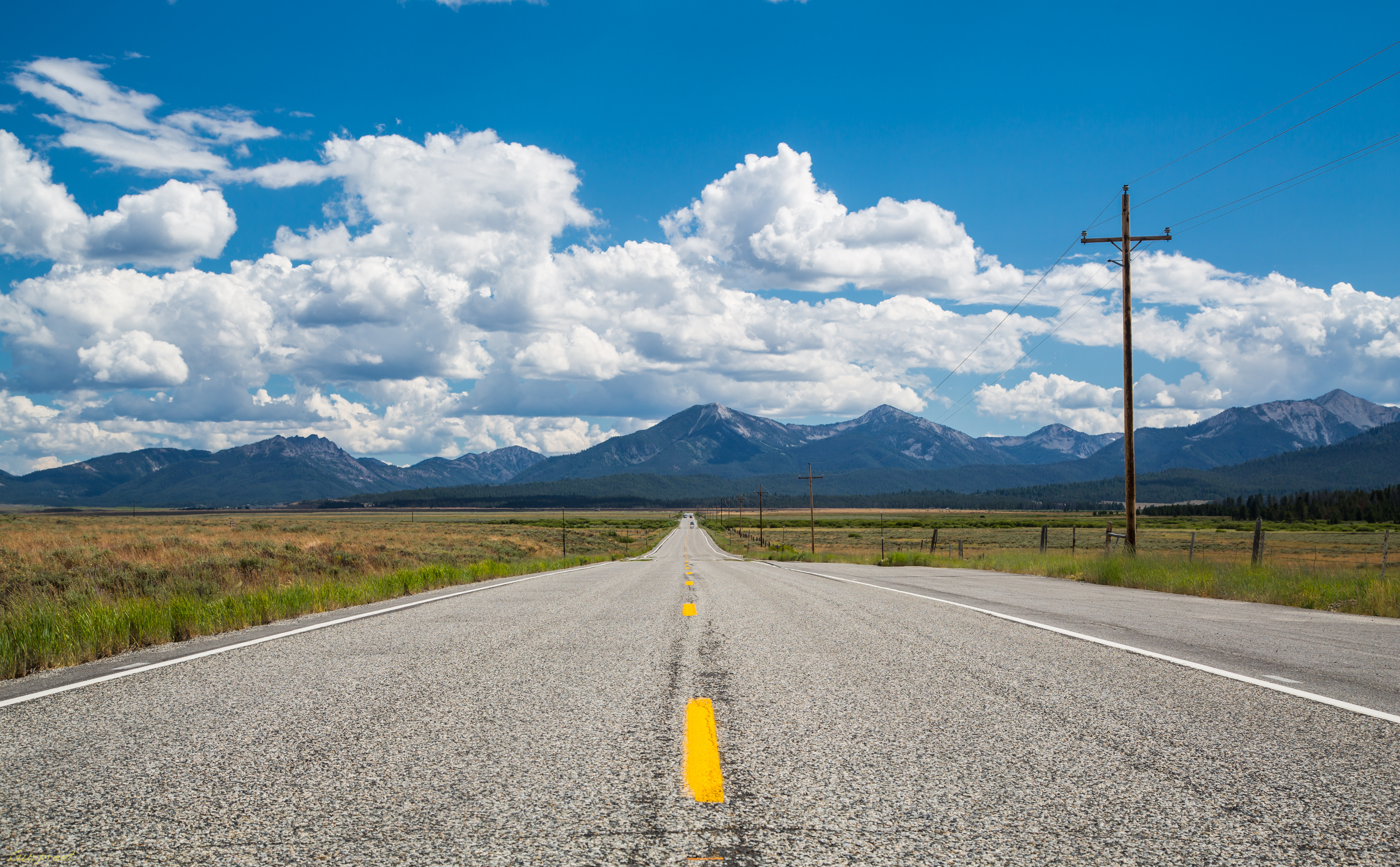
Am Idaho State Highway 75 wurden Anfangs- und Schlussszene des Filmes gedreht

Rodney Harvey war ursprünglich für die Rolle des Scott Favor vorgesehen, Investoren und Produzenten wollten allerdings einen bekannteren Schauspieler besetzen. Keanu Reeves wurde schließlich gecastet. Reeves war derjenige, der Phoenix überzeugte, den Film zu drehen. Er fuhr in den Weihnachtsferien mit seinem Motorrad von Kanada nach Micanopy, Florida, wo River Phoenix mit seiner Familie lebte, um seinem Kollegen das Drehbuch zu zeigen.
Für eine Nebenrolle wurde der Bassist Flea von der Band Red Hot Chili Peppers besetzt.

### Dreharbeiten
Produktionsassistent Matt Ebert erzählte, dass er selbst, Gus van Sant und ein Großteil der männlichen Hauptdarsteller während der Dreharbeiten in demselben Haus in Oregon lebten. In diesem Haus gab es keinerlei Möblierung, das Schlafen in Schlafsäcken sollte die Hauptdarsteller auf ihre Rollen als Obdachlose einstimmen. Einige der Mitwirkenden, wie beispielsweise Michael Parker, waren Laiendarsteller, die tatsächlich als Straßenkinder in Portland lebten. 
Die bewegungslosen Szenen während der Sex-Szenen – es sind keine Standbilder – sollten ursprünglich nicht so gedreht werden, Van Sant musste während des Filmens umdisponieren, da Reeves große Probleme mit diesen expliziten Momenten hatte. Die Szene am Lagerfeuer wurde von River Phoenix umgeschrieben und von drei auf acht Seiten erweitert.

## Synchronisation
| Rolle          | Schauspieler    | Synchronsprecher |
| -------------- | --------------- | ---------------- |
| Mike Waters    | River Phoenix   | Tobias Lelle     |
| Scott Favor    | Keanu Reeves    | Pascal Breuer    |
| Richard Waters | James Russo     | Gudo Hoegel      |
| Bob Pigeon     | William Richert | Jochen Striebeck |
| Digger         | Michael Parker  | Martin Halm      |
| Budd           | Flea            | Oliver Stritzel  |

## Kritiken
Roger Ebert gab dem Film in seiner Kritik vom 18. Oktober 1991 dreieinhalb von vier Sternen. Obwohl die Hauptfiguren Prostituierte seien, sei der Film überraschenderweise „nicht wirklich über Sex, der weder Mike noch Scott sehr interessiert.“ Mike wolle Liebe und jemanden, der sich wirklich um ihn kümmert und ihm Schutz gibt, egal ob mit einem Mann oder einer Frau. „Die Leistung dieses Filmes ist es, dass er versucht, einen Zustand driftender Not hervorzurufen, und das gelingt. Da ist keine mechanische Handlung, die zu einem Hollywood-Ende führen muss, und keine gekünstelten Tests für die Helden zu bestehen; das ist ein Film über zwei besondere junge Männer, und wie sie in ihrem Leben bestehen.“
Jonathan Rosenbaum befand, dass man sich an den eklektischen Stil des Filmes vielleicht etwas gewöhnen müsste, dennoch funktioniere beinahe alles, da er lyrischen Fokus zu seinen Charakteren bringe und Poesie beweise. „Phoenix war niemals besser, und Reeves macht das beste aus einer Rolle, die hauptsächlich Shakespeares Hal gefiltert durch Welles ist.“
Der Filmdienst schreibt, My Private Idaho sei ein „karg und konzentriert erzählter Film über Trostlosigkeit, Einsamkeit und Ausbeutung, der das Falstaff-Motiv für seine Strichergeschichte nutzt und immer wieder Gelegenheit für Brechungen und symbolische Überhöhungen findet; anstrengend, aber ebenso klug wie ehrlich und kompromißlos.“

## Auszeichnungen
- 1991 – Deauville Film Festival – Kritikerpreis (Gus van Sant)
- 1991 – Toronto International Film Festival – Internationaler Kritikerpreis (Gus van Sant)
- 1991 – Filmfestspiele von Venedig – Coppa Volpi, Bester Schauspieler (River Phoenix)
- 1992 – Independent Spirit Awards – Beste Filmmusik (Bill Stafford), Beste männliche Hauptrolle (River Phoenix), Bestes Drehbuch (Gus van Sant)
- 1992 – National Society of Film Critics Award – Bester Schauspieler (River Phoenix)
- 1993 – PGA Golden Laural Awards – Nova Award, Beste Nachwuchsproduzentin (Laurie Parker)
- 2024 – Aufnahme in das National Film Registry